# Liste de plats à base de chèvre

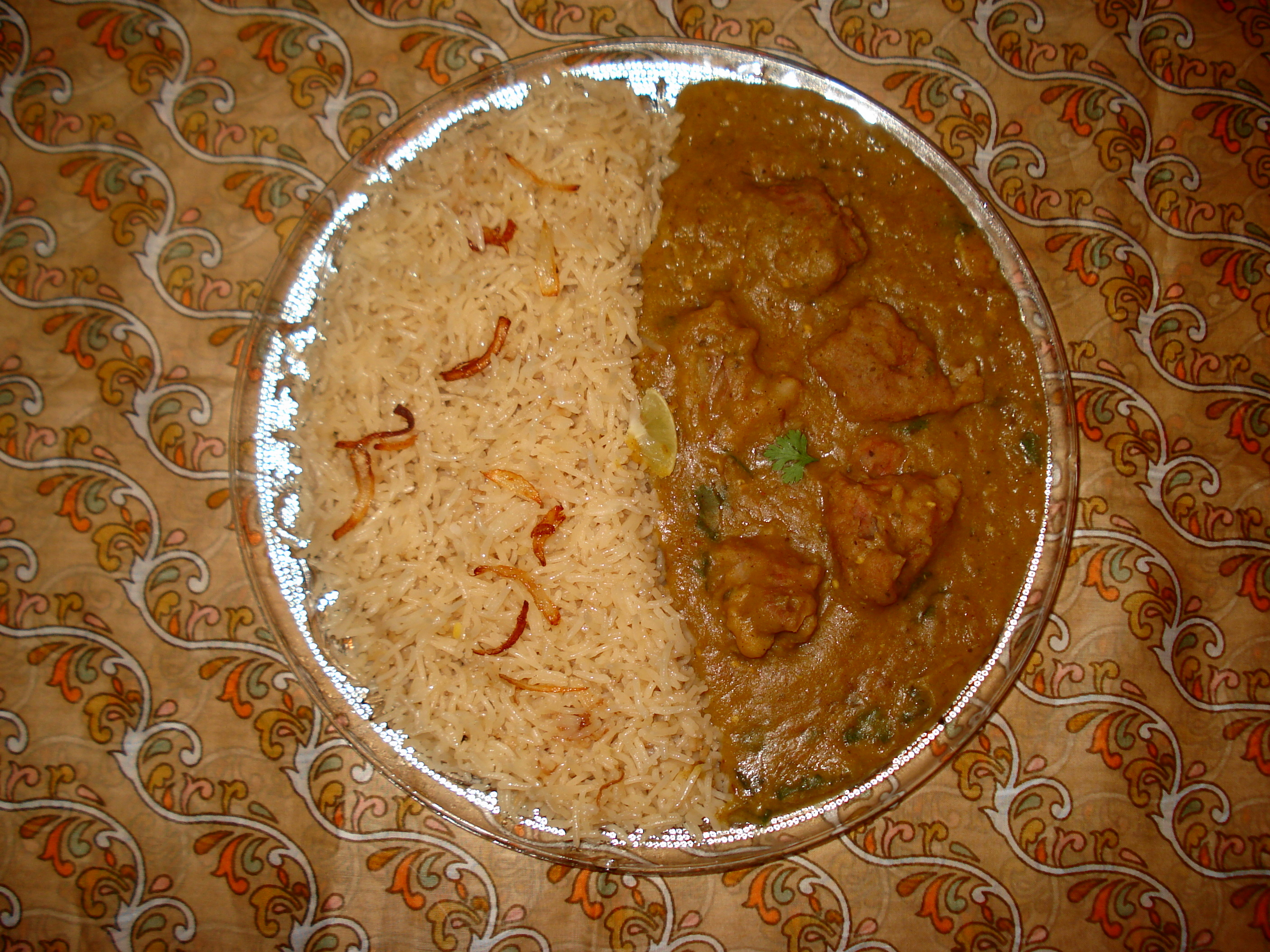
Dhansak.

La viande de chèvre est utilisée dans un grand nombre de préparations culinaires.

## Liste
- Beignets de cabri (Suisse)
- Birria (ragoût de chèvre ou de mouton, cette version appelée "Barbacoa" Mexique)
- Cabrito (nom donné à un plat de chevreau rôti au Portugal, en Espagne et en Amérique latine ; en Argentine, on distingue le cabrito (chevreau de lait) du chivito (chevreau ayant commencé à manger de la nourriture solide)
- Chakna (ragoût épicé d'abats de chèvre, État du Télangana, Inde)
- Curry de chèvre (plat de la cuisine indo-caribéenne)
- Dhansak (viande de chèvre mijotée avec les lentilles et d'autres légumes, plat de la communauté zoroastrienne d'Inde)
- Goat meat pepper soup (soupe pimentée à la viande de chèvre, plat du Sud du Nigéria)
- Hyderabadi biryani (biryani à la viande de chèvre, spécialité d'Hyderabad, en Inde)
- Isi ewu (plat igbo - Sud-Est du Nigéria - préparé à partir d'une tête de chèvre)
- Kaldereta (ragoût de viande de chèvre des Philippines)
- Kokoreç (grillade d'abats de chèvre ou de mouton, Balkans et Turquie)
- Mannish water (soupe à la viande de chèvre à laquelle sont prêtées des propriétés aphrodisiaques, Jamaïque)
- Mute (soupe à la viande de chèvre, Colombie)
- Nasi kebuli (riz cuit dans un bouillon de viande de chèvre, Indonésie)
- Sate kambing (viande de mouton ou de chèvre assaisonnée et grillée, Indonésie)
- Sup kambing (soupe à la viande de mouton ou de chèvre, Indonésie)
- Tongseng (soupe à la viande de chèvre, de mouton ou de bœuf au curry, Indonésie)
- Tsamarella (viande de chèvre séchée et salée, Chypre)